# Dircenna rhoëo
Dircenna rhoëo är en fjärilsart som beskrevs av Felder 1860. Dircenna rhoëo ingår i släktet Dircenna och familjen praktfjärilar. Inga underarter finns listade i Catalogue of Life.